# Polystachya teitensis
Polystachya teitensis är en orkidéart som beskrevs av Phillip James Cribb. Polystachya teitensis ingår i släktet Polystachya och familjen orkidéer. Inga underarter finns listade i Catalogue of Life.